# Pasar III Natal
Pasar III Natal is een bestuurslaag in het regentschap Mandailing Natal van de provincie Noord-Sumatra, Indonesië. Pasar III Natal telt 846 inwoners (volkstelling 2010).